# 濃度差エンジン
濃度差エンジン（または濃度差エネルギーエンジン、塩水エンジン、CDEエンジン、Concentration Difference Enegy Engine）とは水溶液の濃度差による物理化学的ポテンシャルを利用してエネルギーを得るエンジン。外燃機関である蒸気機関の一種といえる。一色尚次が東京工業大学教授の頃に考案し、人を乗せて走る塩水エンジンカーも開発された。

## 構造
水溶液としては臭化リチウム水溶液、塩化リチウムと塩化カルシウムの混合水溶液などが用いられた。
ボイラーの周りには高濃度の臭化リチウム水溶液が満たされている。臭化リチウムは予め加熱して水分を取り除く。始動時にはボイラーを加熱して沸騰させる。一度沸騰させれば蒸気機関で駆動した後の蒸気/凝結水はボイラーの周りの臭化リチウム水溶液中に吸収する。(吸収式冷凍機と同じ原理)すると蒸気機関の下流は負圧になり圧力差が生じて蒸気機関が駆動される。臭化リチウムでの吸収時に、溶解潜熱を出すのでその熱でボイラーを加熱する。この行程を臭化リチウム水溶液が飽和して蒸気/凝結水を吸収しきれなくなるまで繰り返す。
飽和した臭化リチウム水溶液は加熱して水を蒸発させて再生する。